# Uherce Mineralne
Uherce Mineralne is een dorp in de Poolse woiwodschap Subkarpaten. De plaats maakt deel uit van de gemeente Olszanica en telt 1400 inwoners.

## Verkeer en vervoer
- Station Uherce
- Station Uherce Tunel